# Japanicky

Japanicky est un court métrage d’animation américain réalisé par Pat Sullivan en 1928. Le film a été coloré et pourvu de son pour une nouvelle sortie en 1930.
Félix le Chat y vit différentes aventures au Japon qui le mettent en rapport avec le jiujitsu, des geishas, les kanjis, l'architecture japonaise et les kimonos.